# Kalcedonski sabor
Kalcedonski sabor bio je četvrti ekumenski sabor, održan je 451. u Kalcedonu (u Bitiniji u Maloj Aziji), koji je danas dio Istanbula, na azijskoj strani Bospora. Ovaj je sabor sazvan kako bi se riješio problem monofizitstva, te donijela odluka o tzv. »Razbojničkom efeškom saboru.« Na njemu je proglašen nauk o dvije naravi u Kristu - ljudskoj i božanskoj, te sastavljeno Kalcedonsko vjerovanje. Nakon sabora od ostatka Crkve odvojili su se monofiziti.

## Prethodni događaji

### Ostaci nestorijanstva
Nakon Efeškog sabora, koji je osudio nestorijanstvo, nastavljen je sukob između patrijarha Ivana Antiohije i patrijarha Ćirila Aleksandrijskog, no nastojanjem Akacija, biskupa Bereje, konačno su se pomirili. U međuvremenu, na sirski su jezik prevedeni spisi Diodora Tarškog i Teodora Mopsuestijskog, koji će nastojanjem Prokla, carigradskog biskupa, biti osuđeni na Istoku, a čitava će situacija dovesti kasnije do Drugog carigradskog sabora.

### Eutihovo naučavanje
S druge strane, oko dvije godine nakon smrti Ćirila Aleksandrijskog, već ostarjeli carigradski monah imenom Eutih u pokušaju da spriječi novo izbijanje nestorijanstva (kako sam kaže 448. u pismu papi Lavu I. Velikom). Tvrdio je da je vjeran Ćirilovu nauku. Doista, Ćiril je 432. govorio o jednoj fisis u Kristu, a čini se da je pod tom grčkom riječi podrazumijevao ono što se u latinskom kaže persona (osoba). Ipak, mnogi grčki teolozi razumjeli su tu riječ u smislu latinske riječi natura (narav), pa su optuživali Eutiha da se vraća na arijanstvo, no, dok je Arije nijekao Isusovo božanstvo, Eutih je nijekao njegovo čovještvo.
Papa Lav I. poslao je pismo u kojem obrazlaže da je Eutihova greška više plod nedovoljnog razumijevanja problema, nego li zloće i krivovjerja. Zahvaljujući velikom utjecaju što ga je Eutih imao, njegovo se učenje vrlo brzo proširilo Istokom.
U studenome 447., na mjesnom sinodu u Carigradu, Eutiha je jedan od sudionika nazvao heretikom te tražio njegovo smjenjivanje iz službe. Tadašnji patrijarh, Flavijan Carigradski, nije rado prihvatio taj zahtjev, upravo zbog Eutihova velikog ugleda, no na koncu je popustio te je Eutih osuđen kao heretik. Ipak, tu odluku nisu prihvatili ni car Teodozije II., ni aleksandrijski patrijarh Dioskor, jer se Eutih pokorio i priznao pravu vjeru. Dioskor je održao i vlastiti sinod na kojem je vratio Eutiha u službu, a Teodozije je sazvao 449. sabor u Efezu, pozvavši i papu Lava I., koji je pristao da ga predstavljaju tri izaslanika.

### »Razbojnički sabor u Efezu«
Papa je u međuvremenu primio Flavijanov izvještaj te je i sam odlučio da je Eutih pogriješio i da je njegovo smjenjivanje bilo ispravno. Poslao je pismo saboru, tražeći od njega da prihvati tu odluku, a o kazni je dozvolio da se raspravlja. Čini se, međutim, da papi nije bilo poznato Eutihovo pokoravanje pravovjerju pred Dioskorom.
Sabor se sastao 8. kolovoza 449., a na njemu je bilo prisutno oko 130 biskupa. Car je zabranio pravo glasa svim biskupima koji su na prethodnom sinodu glasovali za Eutihovo smjenjivanje, tako da je Eutih na ovom saboru dobio gotovo jednoglasnu podršku, dok je Flavijan svrgnut i prognan, nakon čega je ubrzo i umro. Papini izaslanici nisu uspjeli postići ni da se papino pismo saboru pročita. Druga sjednica sabora nastavljena je bez njih, a na njoj je svrgnut i niz drugih biskupa.
Ove su odluke zaprijetile raskolom između Istoka i Zapada, jer su išle otvoreno protiv papine odluke, iako njegovo pismo nije ni pročitano. Papa Lav I. stoga je ovaj sabor nazvao »razbojničkim«, te odbio prihvatiti njegove odluke.

## Tijek Kalcedonskog sabora
Stanje se pogoršavalo papinim inzistiranjem oko sazivanja novog sabora i carevim odbijanjem da ga sazove, sve dok Teodozije II. nije umro, a na prijestolje uzašao Marcijan, koji je branio Flavijanovo i Lavovo stajalište.
Marcijan je prihvatio da sazove novi sabor, ali ne u Italiji, kako je tražio Lav I., nego na Istoku, no pozvao je papu da osobno predsjeda radom sabora. Usto, car je vratio svrgnute biskupe na njihova mjesta, a Flavijanovo je tijelo s počastima pokopao u Carigradu.
Sabor je sazvan u Niceju, ali je u zadnji tren premješten u Kalcedon, te je započeo s radom 8. listopada 451. Papin izaslanik Paskanije predsjedao je saborom, a Lav I. poslao je saboru pismo u kojem osuđuje »razbojnički sabor« te kao ispravan nauk o utjelovljenju navodi onaj što ga je već izrekao u pismu Flavijanu.
Na saboru je sudjelovalo oko 500 biskupa, a Pakanije nije dozvolio Dioskoru da zauzme mjesto među saborskim ocima, jer ga je papa prethodno ekskomunicirao.
Marcijan je želio ubrzati rad sabora, pa je tražio da sabor donese tekst vjerovanja o utjelovljenju, prije nego nastavi rad, no u tome nije imao podršku saborskih otaca, koji su držali da nije potrebno novo Vjerovanje te da je nauk jasno izrečen u pismu što ga je papa Lav I. poslao Flaviju. To je pismo tada već nazvano »Tomus secundus.« Sljedećeg dana sjednica je završena uzvikom svih biskupa: »Petar je progovorio po Lavu. To je ono što svi mi vjerujemo. To je vjera apostolâ. Lav i Ćiril isto naučavaju.«
Sabor je nastavio rad suđenjem Dioskoru, no on je odbio pojaviti se pred njim. Na koncu su svi biskupi (egipatski vjerojatno pod prijetnjom) jednoglasno osudili Dioskora, a Marcijan ga je prognao. Svi su biskupi tada imali potpisati Lavov »Tomus secundus«, no 13 egipatskih biskupa to je odbilo, pa su carevi savjetnici odlučili da je neophodno izglasati novo Vjerovanje, te su njegov tekst predočili ocima. Oko toga ipak nije postignut konsenzus.
Paskanije je tada zaprijetio da će se vratiti u Rim i sazvati sabor u Italiji, s čime se složio i Marcijan. To je navelo biskupe da popuste te su prihvatili rečenicu u kojoj se kaže da su, prema Lavovoj odluci, u Kristu prisutne dvije naravi, sjedinjene, nepromjenjive, neodjeljive. To se naziva Kalcedonskim vjerovanjem (tekst).

## Kanoni Kalcedonskog sabora
Kalcedonski sabor donio je 30 kanona:
1) odluka da svi kanoni prethodnih sabora ostaju na snazi (o kojim je saborima točno riječ pojasnio je Sabor Quinisextum;
2) osuda svih koji novcem kupe crkvenu službu;
3) zabrana biskupima da se bave iznajmljivanjem i ostalim svjetovnim poslovima;
4) davanje ovlasti biskupima nad monasima u njihovim dijecezama, te pravo dozvole ili zabrane osnivanja novih manastira;
5) odluka da su putujući biskupi podložni kanonskom pravu;
6) zabrana klericima da mijenjaju dijecezu;
7) zabrana klericima da služe u vojsci;
8) odluka o podlaganju klerika u ubožnicama, manastirima i svetištima vlasti biskupa;
9) ograničenje mogućnosti da se biskupa optuži pred sudom;
10) zabrana klericima da istovremeno pripadaju većem broju crkava;
11) odluka o putnim pismima za siromahe;
12) odluka da se nijedna crkvena pokrajina ne dijeli kako bi se utemeljila nova Crkva;
13) zabrana primanja klerika bez preporučnih pisama;
14) odluke o ženama i djeci kantora i lektora;
15) odluka da đakonese moraju imati najmanje 40 godina;
16) zabrana ženidbe za monahe i monahinje pod prijetnjom ekskomunikacije;
17) odluka da seoske župe ne mogu mijenjati biskupe;
18) zabrana spletkarenja;
19) odluka o održavnju sinoda u dijecezama dvaput godišnje;
20) odluka o ekskomunikaciji biskupa koji bi primio klerika koji je prethodno napustio svoju matičnu dijecezu;
21) odluka o posebnom ispitivanju svakoga tko bi optužio biskupa za neko zlodjelo;
22) zabranjuje otuđivanje vlasništva umrlog biskupa;
23) odluka o progonstvu klerika koji bi bez dozvole svojih biskupa boravili u Carigradu;
24) odluka o trajnosti manastira;
25) odluka da nakon smrti biskupa, novi biskup mora biti imenovan unutar tri mjeseca;
26) odluka da Crkve moraju imati poslužitelja koji će nadgledati poslovanje Crkve;
27) zabrana otimanja žena radi ženidbe;
28) odluka o davanju jednake časti carigradskom patrijarhu i rimskom papi, jer je Carigrad »Novi Rim« (pojašnjeno na Saboru Quinisextum (papinski izaslanici nisu bili prisutni pri izglasavanju ovog kanona i kasnije su prosvjedovali protiv njega);
29) zabrana degradiranja biskupa na razinu prezbitera, te dozvola da ga se samo može svrgnuti;
30) odluka da se ostavi egipatskim biskupima vremena da potpišu Lavov »Tomos«, dok ne bude postavljen novi aleksandrijski patrijarh.

## Značenje sabora
Osobito je značenje ovog sabora u definiranju kršćanske vjere o dvije nepomiješane i neodijeljene naravi u Kristu, kako je to izrečeno »Tomosom« pape Lava I. i Kalcedonskim vjerovanjem. Ipak, ova definicija nije uspostavila jedinstvo Crkve.
Gotovo neposredno nakon sabora došlo je do raskola. Biskupi koji se nisu slagali s Lavovim »Tomosom« odbacili su odluke sabora, govoreći da je prihvaćanje dviju naravi (grč. fisis) u Kristu zapravo prihvaćanje nestorijanstva. Držali su, međutim, da je u Kristu samo jedna narav, zbog čega su i prozvani monofizitima. To je označio i nastanak Istočnih pravoslavnih Crkava, koje su se nekad nazivale i monofizitskim Crkvama, a danas ih se još naziva i predkalcedonskim Crkvama. Među njih pripadaju Armenska apostolska Crkva, Koptska crkva, Sirska istočna pravoslavna Crkva i druge.
Danas su neke od tih Crkava s onim Crkvama koje su ostale vjerne Kalcedonskom saboru potpisale različite izjave kojima se izriče ista vjera, te se tvrdi da je do raskola došlo zbog nerazumijevanja, a ne zbog različitog nauka.